# Суботица (Босния и Герцеговина)
Суботица (серб. Суботица / Subotica) — село в общине Баня-Лука Республики Сербской Боснии и Герцеговины. Население составляет 68 человек по переписи 2013 года.